# 華盛頓縣 (紐約州)
華盛頓縣（英語：Washington County）是美國紐約州東北部的一個縣，西傍哈得遜河，東鄰佛蒙特州（部分界線為尚普蘭湖水面）。面積2,191平方公里。根據美國2000年人口普查，共有人口61,042。縣治愛德華堡。
成立於1772年3月12日，原名夏洛特縣（紀念英王喬治三世的王后、梅克倫堡-施特雷利茨的夏洛特Charlotte Sophia of Mecklenburg-Strelitz），1784年改名，以紀念首任總統喬治·華盛頓。